# Ioan Timiș
Ioan Timiș (n. 17 septembrie 1951, orașul Hațeg, județul Hunedoara - d. 14 august 2010, Londra, Anglia) a fost deputat român în legislaturile  1990-1992, 1992-1996, 2000-2004, 2004-2008, 2008-2012, inițial ales în județul Hunedoara pe listele partidului FSN.
În legislatura 1996-2000, Ioan Timiș a fost ales pe listele PD dar din decembrie 1995 a devenit deputat independent. În legislatura 2000-2004, Ioan Timiș a fost ales pe listele PDSR, în iunie 2001 a devenit membru PSD și a fost membru în grupurile parlamentare de prietenie cu Republica Panama, Republica Slovacă și Republica Indonezia. În legislatura 2004-2008, Ioan Timiș a fost ales pe listele PSD, a devenit deputat independent în iunie 2006 iar în septembrie 2006 a intrat în PNL. În legislatura 2004-2008, Ioan Timiș a fost membru în grupurile parlamentare de prietenie cu Republica Belarus, Republica Finlanda, Republica Columbia și Republica Coreea. În legislatura 2008-2012,  Ioan Timiș a fost ales pe listele PNL dar din mai 2010 a trecut la PDL și a fost membru în grupurile parlamentare de prietenie cu Republica Franceză-Adunarea Națională și Statele Unite Mexicane.     